# 美ヶ原高原美術館

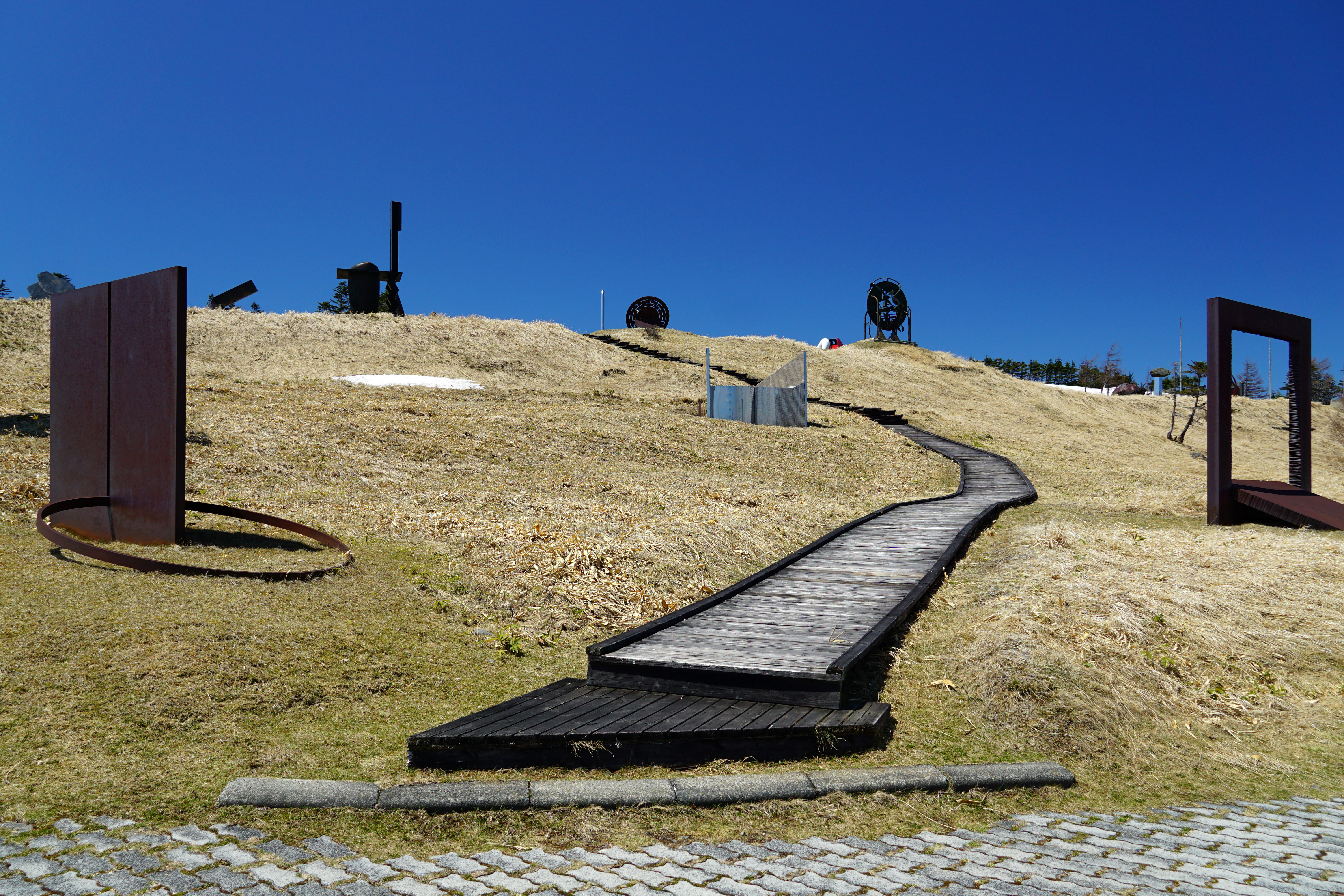
本館屋外展示場

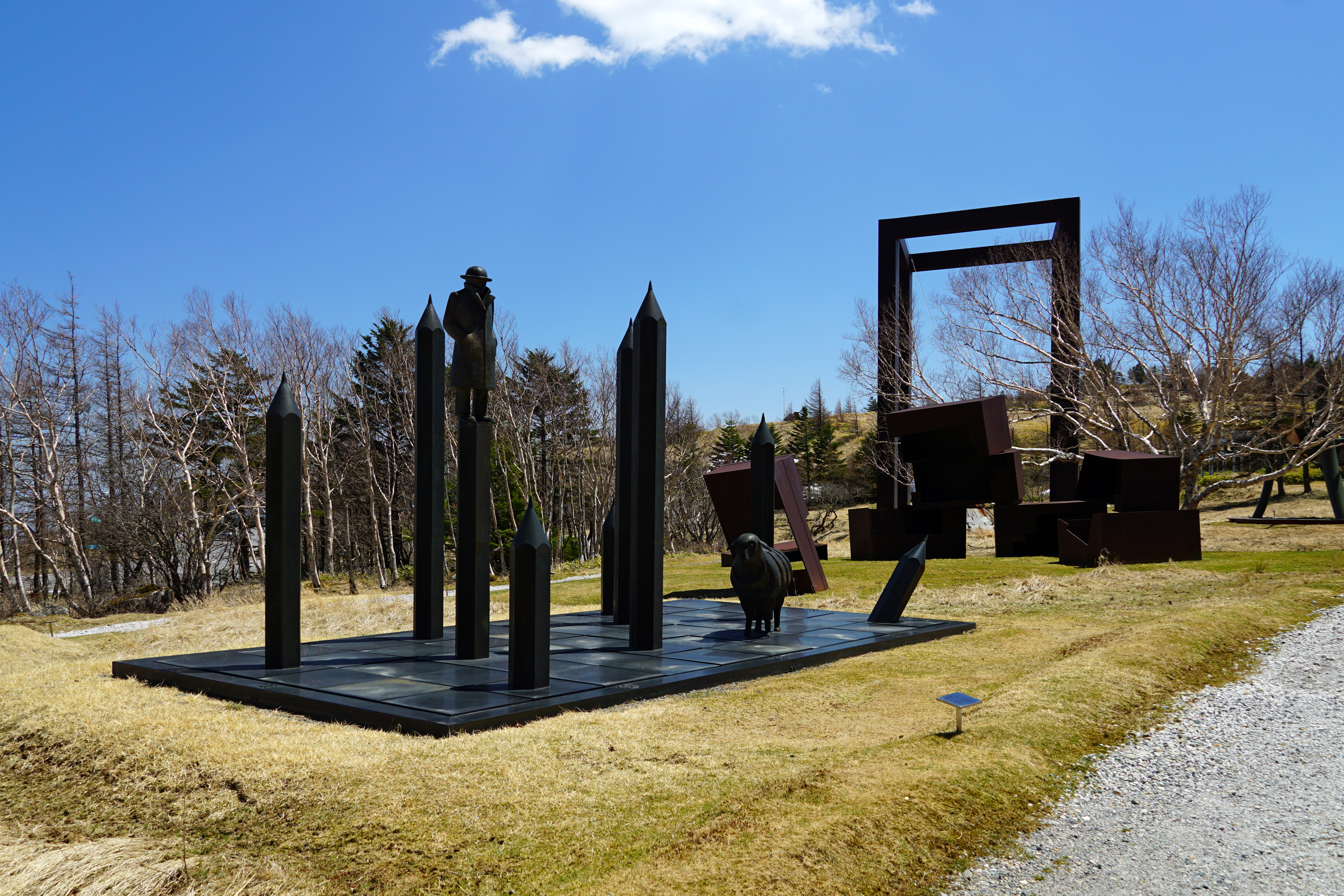
新館屋外展示場

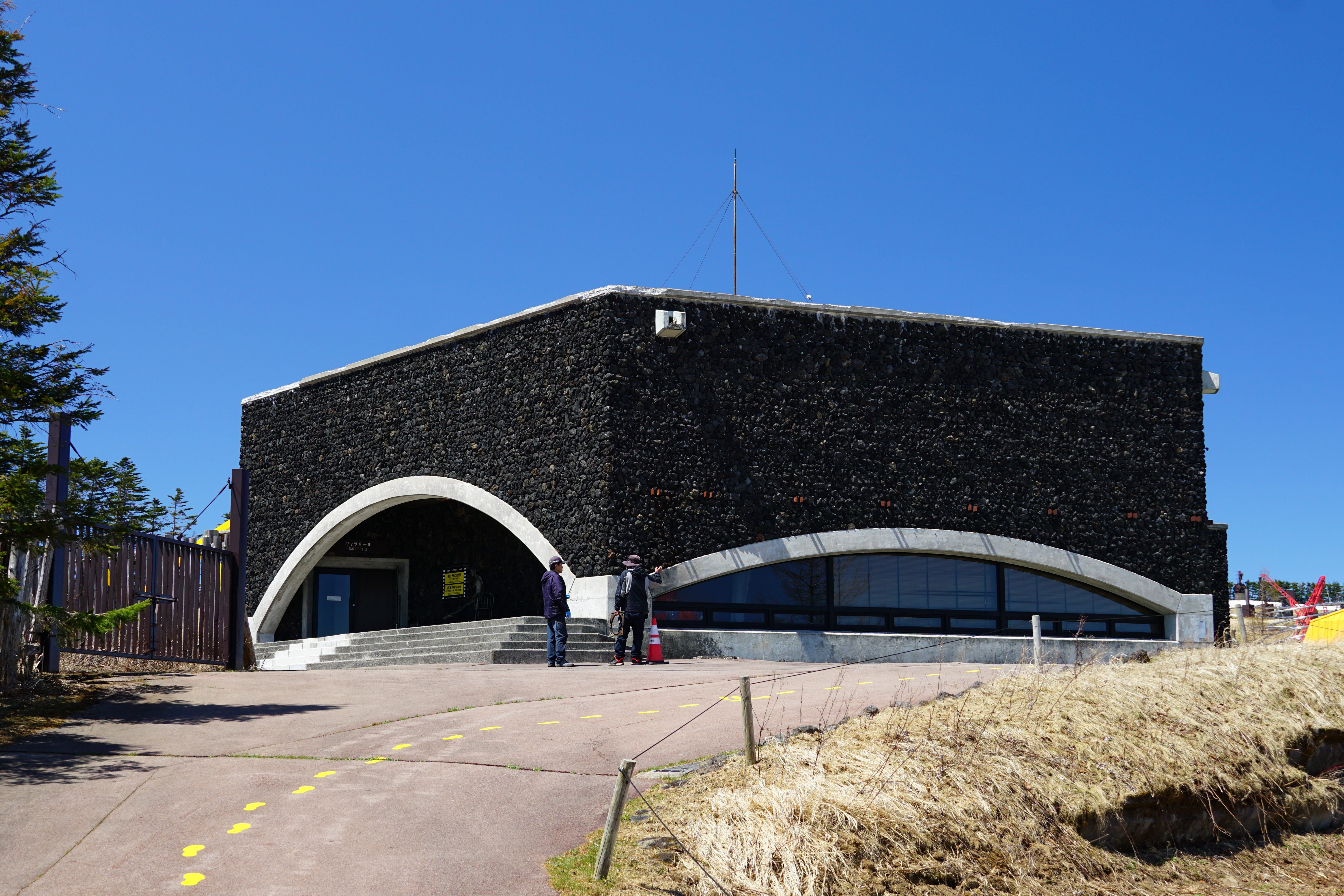
ギャラリーⅡ

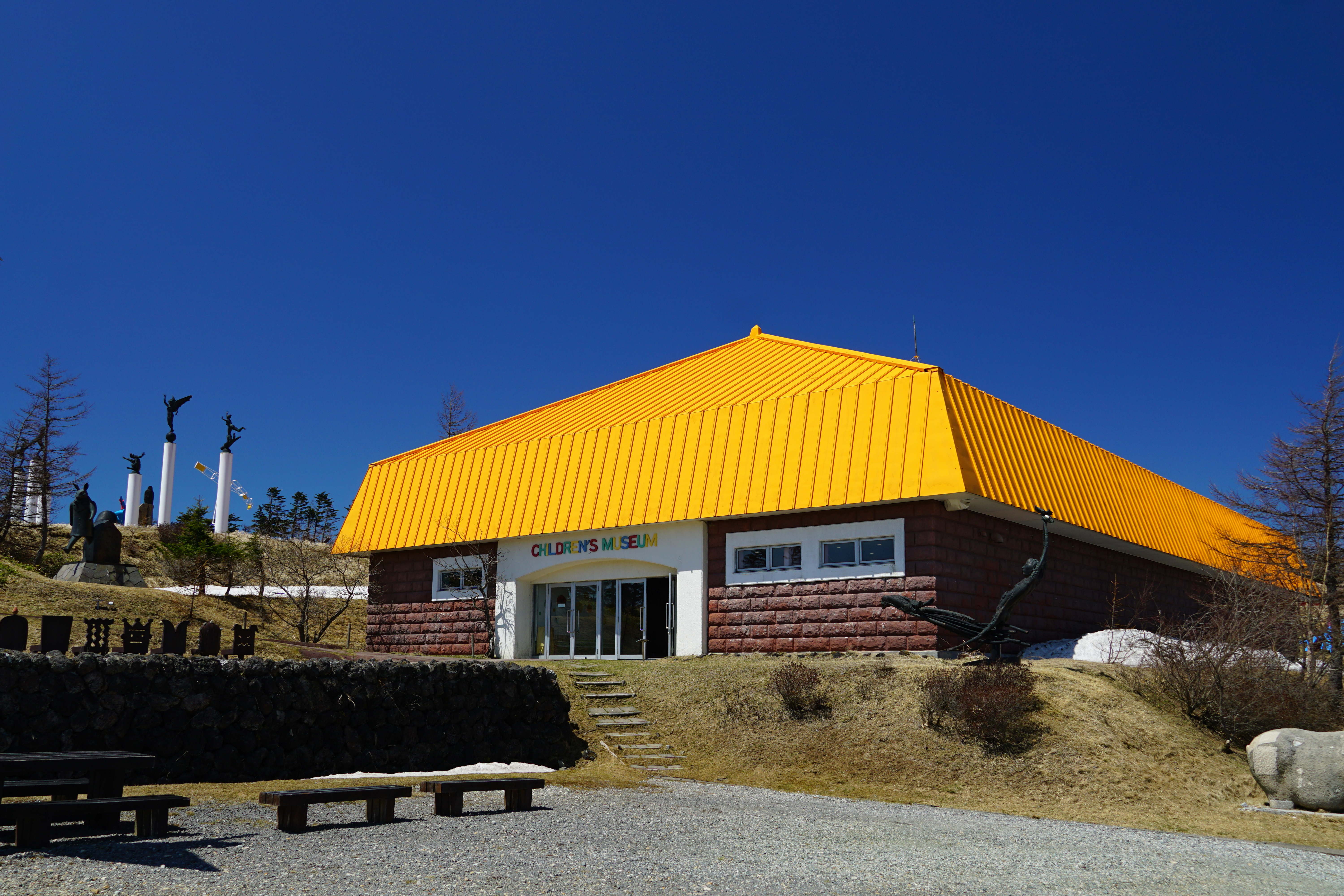
こども美術館

美ヶ原高原美術館（うつくしがはらこうげんびじゅつかん、英語表記The Utsukushi-ga-hara Open-Air Museum）は長野県上田市武石上本入美ヶ原高原（旧小県郡武石村上本入）にある野外彫刻のある彫刻庭園を中心とした美術館である。館長は日枝久。

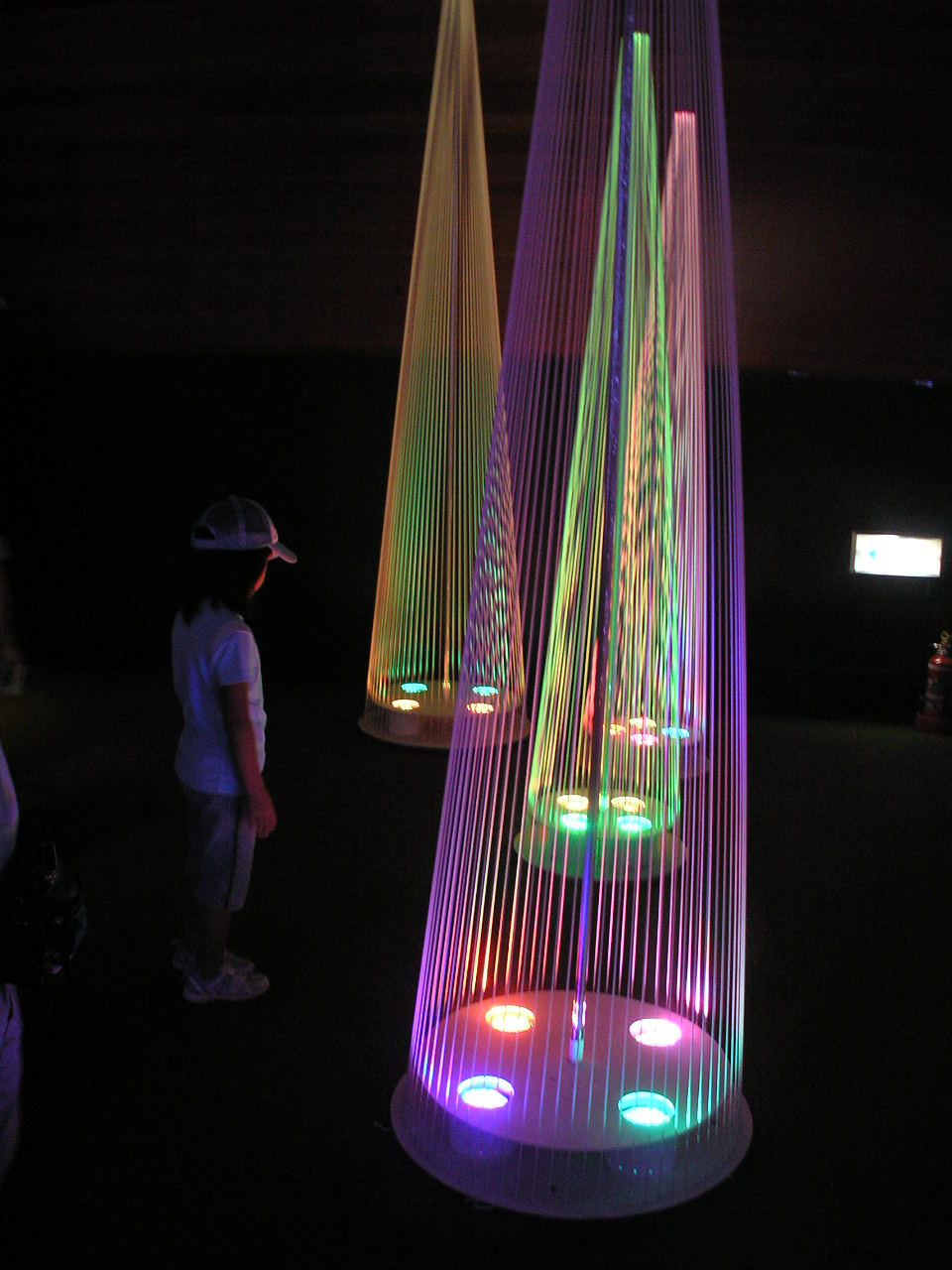
美ヶ原高原美術館 光の美術館

## 概要
公益財団法人彫刻の森芸術文化財団が管理運営する。
1981年6月に箱根町にある箱根 彫刻の森美術館の姉妹館として開館された。八ヶ岳中信高原国定公園の北東部、標高はおよそ2,000m以上の高冷地に立地している。冬期期間（11月下旬から翌年4月中旬）は美術館への経路であるビーナスラインの一部および美ヶ原公園西内線が通行止になるため、それと同時に美術館も休館する。2007年8月には道の駅に登録された。
展示作品は屋外には彫刻作品を、館内には絵画を中心とし、光をあつかったものや、ミロのヴィーナス、ダビデ像などの模型作品の他に子供を対象とした遊戯施設がある。
毎年、フジテレビ系列の長野放送と美ヶ原高原美術館が中心となり、小学生・中学生を対象とした立体造形作品のコンクール（子供たちの彫刻コンクール）が催されており、応募された作品は審査の後、美術館内に展示される。

## 施設
- 本館屋外展示場
- 新館屋外展示場
- ギャラリーⅠ
- ギャラリーⅡ
- こども美術館
- ビーナスの城
- アモーレの鐘

## おもな展示作品
- パブロ・ピカソ - 「みみずく」「鳩」など。
- 鴨居玲 - 「アコーデオン」
- 水井康雄 - 「複揺」
- 池田満寿夫 - 「犀」
- 井上武吉 - 「マイ・スカイ・ホール（天をのぞく箱）」、「ーX²　69」、「溢れる No.8」
- 杭谷一東 - 「Rispetto　57」
- 小田襄 - 「銀界・・・風景の時間」
- 河崎良行 - 「風のスイング」
- 菊池一雄 - 「家族」
- 鹿田淳史 - 「東洋の構造」、「Assemble-アマリ―ジョ」
- 新宮晋 - 「星のコンパス」
- 新谷琇紀 - 「≪愛のモニュメント≫翔る女」、「≪愛のモニュメント≫翔る男」、「≪愛のモニュメント≫うずくまる女」、「≪愛のモニュメント≫勝利」、「≪愛のモニュメント≫アルバ」、「≪愛のモニュメント≫愛の手」
- 鈴木久雄 - 「風化儀式」、「風化儀式11「さようなら！ガリバー！」」、「風化儀式Ⅵ（相関体）」
- 関根伸夫 - 「空相」
- 高橋清 - 「わ」
- 田窪恭治 - 「牛人の館（T・W）1988」
- 建畠覚造 - 「Manji2」
- 近持イオリ - 「The Earth Vibration」
- 辻志郎 - 「戒」
- 土谷武 - 「Crack」
- 半田富久 - 「石に巻く」、「波の華」
- 細川宗英 - 「王と王妃」、「ウシュマルの男（廃墟の男）」
- 松尾光伸 - 「Ovalogy-Cube」
- 柳原義達 - 「犬の唄」
- 湯村光 - 「断層」、「四角柱」

## 利用案内
交通手段
- しなの鉄道上田駅より美ヶ原高原観光バス（季節運行） 上田駅お城口（1番のりば）から道の駅美ヶ原高原行きで約1時間30分、道の駅美ヶ原高原下車。
- 篠ノ井線松本駅よりアルピコ交通（通称・松本電鉄バス）美ヶ原高原行きで美ヶ原高原美術館下車、徒歩0分。2023年シーズンは運行しないことが発表され以降も休止が続いている。
- 上信越自動車道上田菅平インターチェンジ、東部湯の丸インターチェンジから約60分。
- 長野自動車道松本インターチェンジから約65分。
- ビーナスラインの和田峠から約40分。

開館期間・時間
- 開館期間: 4月下旬から11月中旬まで
  - 経路であるビーナスラインの一部および美ヶ原公園西内線が通行止めになるため、これにあわせて美術館も冬季閉鎖する。
- 開館時間: 9時から17時まで（入場は16時30分まで）
  - 夏休みシーズンには入場締切および閉館時間が30分延長することもある。